# Vương cung thánh đường Thánh Egidius ở (Bardejov)
Vương cung thánh đường Thánh Egidius ở Bardejov (tiếng Slovakia: Bazilika svätého Egídia v Bardejove) là một nhà thờ được xây dựng theo phong cách kiến trúc Gothic tọa lạc ở phía bắc của Quảng trường Tòa thị chính trong Vùng Prešov, đông bắc của Slovakia. Nhờ những giá trị lịch sử và nghệ thuật của Vương cung thánh đường Thánh Egidius, thị trấn Bardejov đã được ghi vào danh sách di sản thế giới của UNESCO vào năm 2000.
Vương cung thánh đường Thánh Egidius được công nhận là di tích văn hóa quốc gia vào ngày 24 tháng 4 năm 1970. Giáo hoàng John Paul II đã nhấn mạnh giá trị của nơi này là một địa điểm tâm linh quan trọng trong bức thư ngắn viết ngày 23 tháng 11 năm 2000.

## Lịch sử
Việc xây dựng Nhà thờ bắt đầu từ giữa thế kỷ 14. Gian chính và gian phụ hoàn thành vào năm 1415. Tháp của Nhà thờ được xây dựng trong những năm 1420 - 1427.
Nhà thờ từng chịu một số thảm họa lớn trong nhiều thế kỷ: hỏa hoạn vào các năm 1550, 1577, 1640, 1774 và 1878, động đất vào năm 1725, bị đánh bom vào năm 1944. Vương cung thánh đường Thánh Egidius đã được tái thiết nhiều lần trong thế kỷ 20.